# Темиржанов, Серик Амангельдинович
Серик Амангельдинович Темиржанов (каз. Серік Теміржанов; род. 24 мая 1998) — казахский боксёр, выступающий в категории до 57 кг. Серебряный чемпионата мира (2021), серебряный призёр чемпионата Азии (2022). Участник летних Олимпийских игр 2020 года.

## Карьера
В 2021 году на чемпионате мира, который проходил в Белграде, стал серебряным призёром в весовой категории до 57 кг. В финале уступил спортсмену из США Джамалу Харви.
В Токио на летних Олимпийских играх, которые проходили в июле-августе 2021 года, Серик принял участие в весовой категории до 57 кг. В первом раунде одержал победу над венгром Роландом Галошем, а во втором круге уступил американцу Дюку Рэгану.
В Аммане в 2022 году на чемпионате Азии, в категории до 57 кг стал серебряным медалистом. В финале уступил сопернику из Узбекистана Абдумалику Халокову.